# Pavel Kutznetsov
Pavel Varfolomevitj Kutzetsov, född 5 november 1878 i Saratov, död 21 februari 1968, var en rysk målare och grafiker.

## Biografi
Pavel Kutzetsov utbildade sig på Aleksej Bogoljubovs konstskola i Saratov 1891-96 och därefter först för Abram Archipov, och senare för Konstantin Korovin och Valentin Serov på Moskavs måleri- skulptur- och arkitekturskola 1897-1904 samt ett år i Paris 1905. Hans tidiga målningar ställdes ut av konstnärsgruppen Mir Iskusstva och han var knuten till de ryska symbolisterna. Han medverkade i att organisera Rosa rosen-utställningen 1904 och var grundare och ledare av konstnärsgruppen Blå rosen 1907. Han undervisade på Moskvas statliga Stroganovinstitut för konstindustriell utbildning 1917–18 och 1945-48) och på Moskvas Konstinstitut 1918–37. 
Kuznetsovs tidiga målningar är typiska för den symbolistiska gruppen Blå rosens poetiska uttolkningar av en inre, fantasifull värld genom arketypiska symboler. Efter 1910 tog han i ökande utsträckning inryck av folklig kultur, även fortsättningsvis med symbolismens starka färger och harmoniska mönster, men med förenklingar i sina avbildningar av vardagsliv i byar i  Kirgizistan.

## Verk i urval

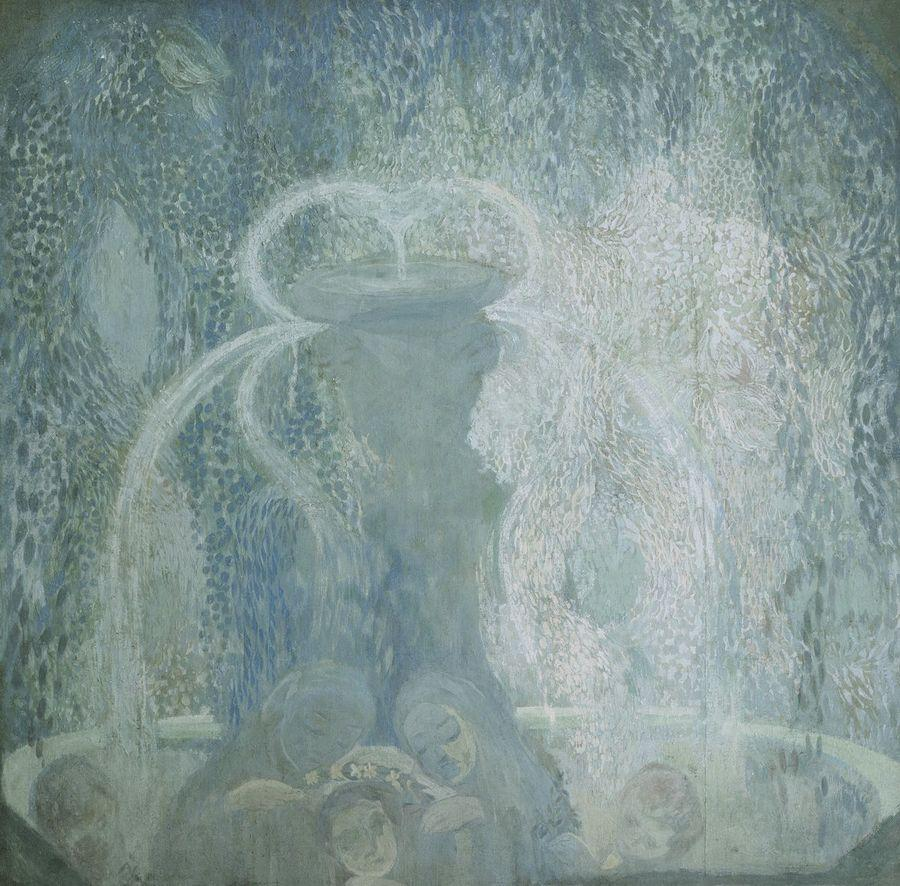
Blå fontän, 1905
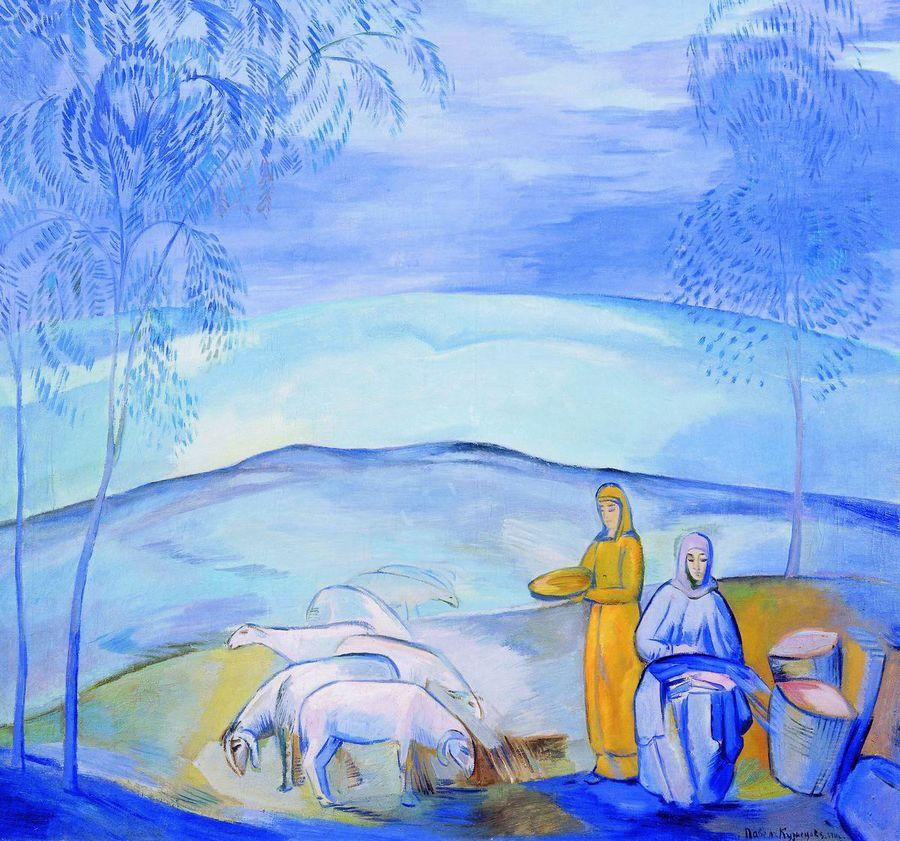
I trapporna. Hägring, 1911
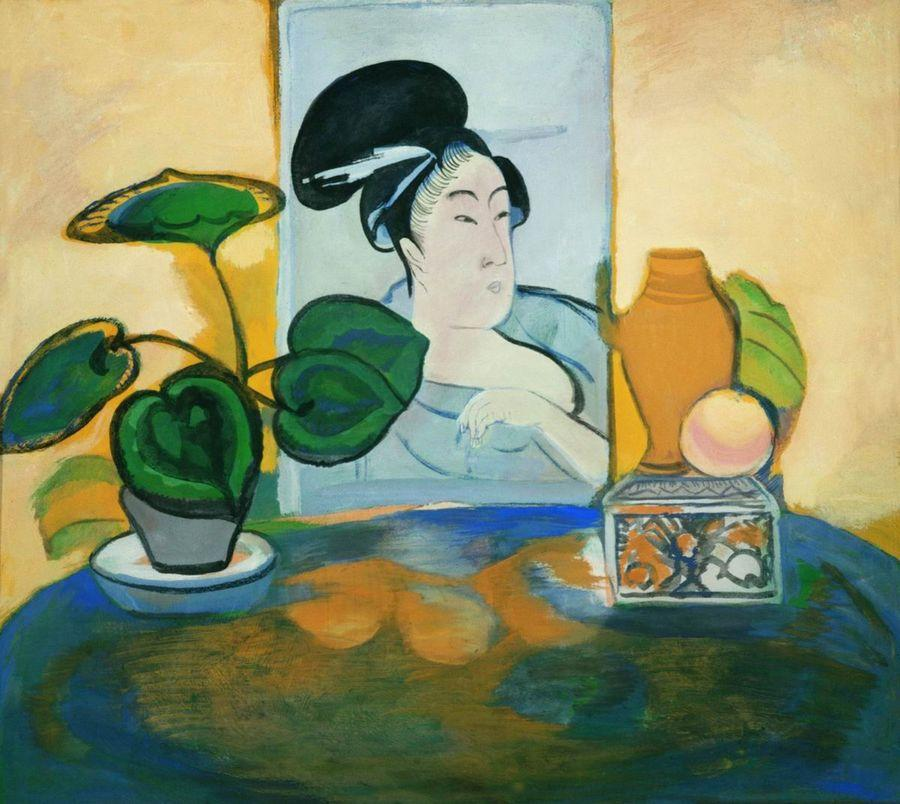
Stilleben med japanskt trätryck, 1912
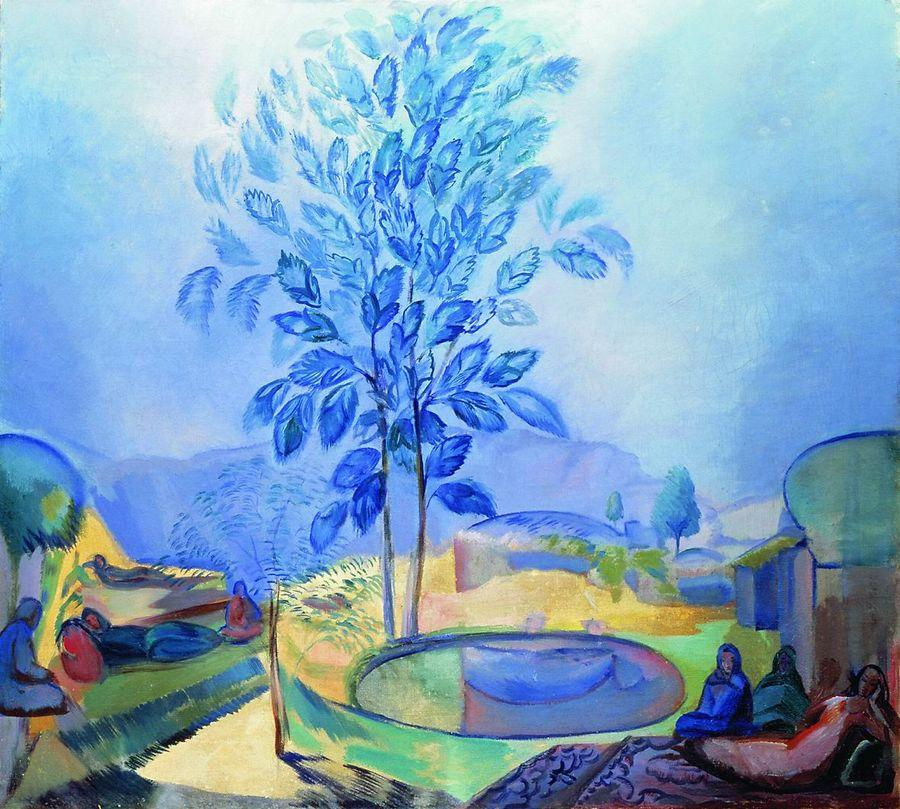
Motiv från Östern, 1913-1914
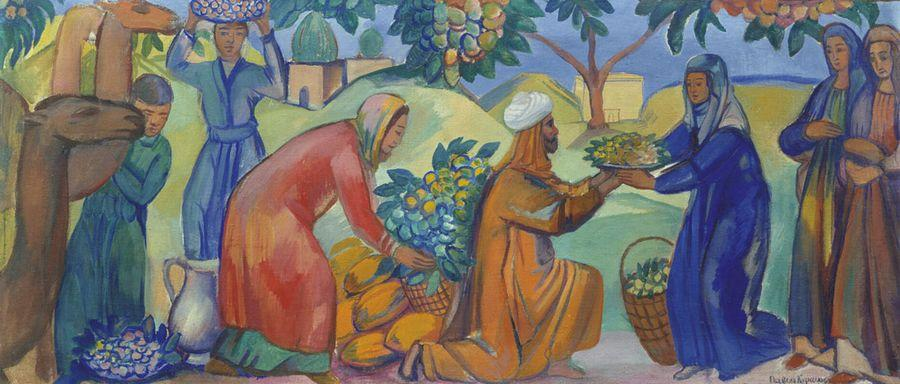
Fruktskörden, 1913-1914